# Алън Лийч
Алън Лийч (на английски: Allen Leech) е ирландски актьор, носител на три награди на „Гилдията на киноактьорите“ и номиниран пет пъти за „Ирландска телевизионна и филмова награда“. Известни филми с негово участие са „Игра на кодове“, „Бохемска рапсодия“, сериалите „Рим“, „Династията на Тюдорите“ и „Имението Даунтън“.

## Биография
Лийч е роден на 18 май 1981 г. в Килини, Ирландия в семейството на Дейвид и Кей Лийч, той е третото от общо четири деца. Баща му е изпълнителен директор в компания за компютърни системи, а майка му – домакиня.
Лийч учи в частното католическо училище „Св. Михаил“ в Дъблин. Любовта му към актьорството се заражда на единадесетгодишна възраст, когато участва в ролята на Страхливия лъв в училищна постановка по „Магьосникът от Оз“. Той си спомня, че решава да стане професионален актьор в последната вечер в която се играе постановката, след като ирландският актьор Питър Макдоналд му казва, че актьорството е професия с която може да си изкарва прехраната. След завършване на католическото училище, Алън учи в Тринити Колидж в Дъблин, където се дипломира с бакалавърска степен по изкуства и магистърска степен по „Драма и театър“.
На 14 февруари 2018 г. се сгодява за актрисата Джесика Блеър Херман. Двамата се женят на 5 януари 2019 г. в Солвенг, Калифорния. Сред гостите на церемонията са неговите колеги актьори от „Имението Даунтън“, както и актьорите Рами Малек, Луси Бойнтън и Гуилям Лий. Джесика и Алън имат една дъщеря.

## Кариера
Професионалният му дебют е през 1998 г. с малка роля в постановката „Трамвай „Желание“ с участието и на Франсис Макдорманд и Лиъм Кънингам, която се играе в театър „Гейт тиътър“ в Дъблин. Първите му главни роли са през 2003 и 2004 г. в ирландските филми „Cowboys & Angels“ и „Man About Dog“. През 2007 г. играе ролята на Марк Агрипа в хитовия сериал на Ейч Би О – „Рим“, от 2010 до 2015 г. играе в сериала „Имението Даунтън“. През 2012 г. и 2015 г. озвучава персонажи в игрите „Assassin's Creed III“ на студиото „Ubisoft“ и в английската версия на „The Witcher 3: Wild Hunt“ на полското студио „CD Projekt“.

## Избрана филмография

### Филми
- 2012 – „The Sweeney“
- 2013 – „Сценична клопка“
- 2014 – „Игра на кодове“
- 2017 – „Молитвата на ловеца“
- 2018 – „Бохемска рапсодия“
- 2019 – „Имението Даунтън“
- 2022 – „Downton Abbey: A New Era“

### Сериали
- 2007 – „Рим“
- 2010 – „Династията на Тюдорите“
- 2010 – 2015 – „Имението Даунтън“
- 2011 – „Черното огледало“
- 2020 – „Добрият доктор“

### Озвучени роли
- 2012 – „Assassin's Creed III“ (видеоигра)
- 2015 – „The Witcher 3: Wild Hunt“ (видеоигра)